# Raiffeisen-Bank Eschweiler
Die Raiffeisen-Bank Eschweiler eG ist eine deutsche Genossenschaftsbank mit Sitz in der nordrhein-westfälischen Stadt Eschweiler in der Städteregion Aachen.

## Geschichte
Die heutige Raiffeisen-Bank Eschweiler eG ist aus der Spar- und Darlehnskasse Eschweiler hervorgegangen, die 1911 von 21 Bürgern in Röhe gegründet wurde.
Im Jahr 1967 fusionierte die damalige Raiffeisen-Bank Eschweiler eGmbH mit der Spar- und Darlehnskasse e.G.m.b.H Kinzweiler mit dem Sitz in Kinzweiler und im Folgejahr mit der Spar- und Darlehnskasse Hastenrath eGmbH mit dem Sitz in Hastenrath.

## Rechtsverhältnisse
Die Raiffeisen-Bank Eschweiler eG ist im Genossenschaftsregister beim Amtsgericht Aachen unter GnR 261 eingetragen.

## Organisationsstruktur
Rechtsgrundlagen sind das Genossenschaftsgesetz und die durch die Vertreterversammlung beschlossene Satzung. Organe der Bank sind der Vorstand, der Aufsichtsrat und die Vertreterversammlung.

## Sicherungseinrichtung
Die Raiffeisen-Bank Eschweiler eG ist der amtlich anerkannten Sicherungseinrichtung des Bundesverbandes der Deutschen Volksbanken und Raiffeisenbanken GmbH und der zusätzlichen freiwilligen Sicherungseinrichtung des Bundesverbandes der Deutschen Volksbanken und Raiffeisenbanken e.V. angeschlossen.

## Geschäftsausrichtung
Die Raiffeisen-Bank Eschweiler eG betreibt das Universalbankgeschäft. Im Verbundgeschäft arbeitet sie mit der DZ Bank, R+V Versicherung, Bausparkasse Schwäbisch Hall, Teambank, VR Smart Finanz, DZ Hyp und der Union Investment zusammen.

## Geschäftsgebiet
Das Geschäftsgebiet liegt im Nordosten der Städteregion Aachen. Neben der Geschäftsstelle am Hauptsitz der Bank werden noch drei weitere Geschäftsstellen in den Stadtteilen Kinzweiler, Dürwiß und Hastenrath betrieben.

## Sonstiges
Das Kreditinstitut beteiligte sich an der Finanzierung des Platzes am Haltepunkt Eschweiler-Talbahnhof der Eschweiler Talbahn. Daher erhielt er den Zusatz Raiffeisenplatz.